# Бобек
Бобек (нем. Bobeck) — община в Германии, в земле Тюрингия. 
Входит в состав района Заале-Хольцланд. Подчиняется управлению Бад Клостерлаусниц.  Население составляет 292 человека (на 31 декабря 2010 года). Занимает площадь 7,11 км².